# 软件包格式
软件包格式是一種壓縮檔，裡面包含了檔案以及額外的，可以在软件包中找到的元数据。目前有許多種格式可供使用，在Linux發行版及BSD中均有使用。
主要有以下幾種類型的软件包：
- 二進制软件包
- 原始碼软件包

## 範例
- deb — Debian 软件包，最初是由Debian所開發。被 Debian 及其衍生發行版，如 Ubuntu 所使用[2]。
- PISI（英语：PISI） 是 Pardus（英语：Pardus） 的開發者所開發。被使用在 Pardus 及其衍生發行版 Pardus-Anka（英语：Pardus-Anka） 及 Pisi Linux（英语：Pisi Linux）。
- pkg.tar.zst － 被 Arch Linux 的 Pacman 軟體包管理員預設使用[3]。
- PUP 及 PET － 由 Puppy Linux 所使用 － 點擊並安裝的软件包類型。此作業系統可以安裝在隨身碟上以方便攜帶，而且應用程式也可以直接安裝到裡面[4]。
- QPKG － 被 QNAP NAS 裝置所使用[5]。
- TazPKG － SliTaz 上基於 Cpio 及 gzip/LZMA 作為殼層的软件包。